# Якуніха
Якуні́ха (рос. Якуниха) — присілок у складі Тотемського району Вологодської області, Росія. Входить до складу Погоріловського сільського поселення.

## Населення
Населення — 42 особи (2010; 48 у 2002).
Національний склад (станом на 2002 рік):
- росіяни — 100 %